# 캡틴 부메랑
캡틴 부메랑(Captain Boomerang)은 DC 코믹스가 발행하는 만화책의 등장인물이다. 원래 이름 조지 하크니스(George Harkness), 또는 단순히 디거(Digger)로도 알려져 있다. 플래시의 대표적인 빌런이다.